# Sorin Șerban
Sorin Dănuț Șerban (n. 17 martie 2000, Baia Mare, România) este un fotbalist român, care joacă pe post de fundaș la 1599 Șelimbăr în Liga a II-a. Pe plan internațional, are prezențe la națională pentru România Sub-19 și România Sub-21.

## Cariera de club
Șerban și-a început cariera la clubul local Viorel Mateianu, înainte de a se transfera la CS Mara Baia Mare în 2007. În 2012, s-a transferat la Sporting Racea, iar apoi la CSS2 Baia Mare. În 2016, Șerban s-a mutat la Viitorul Ulmeni, jucând la club timp de doi ani, înainte de a semna pentru Unirea Dej. 
Mai târziu, în 2018, Șerban a semnat pentru clubul de Liga III Minaur Baia Mare . 

### FCSB
Pe 31 iulie 2019, Șerban s-a transferat la echipa FCSB din Liga I. Pe 11 august 2019, și-a făcut debutul în Liga I pentru FCSB, într-o înfrângere cu 3-1 împotriva Voluntariului.

### Politehnica Iași (împrumut)
După o singură apariție la FCSB, Șerban a fost împrumutat Politehnica Iași, pentru sezonul 2019-20.

## Cariera internațională
Șerban a reprezentat România la nivel de tineret, la echipele naționale U-18 și U-19.